# Francesc Repiso Romero
Francesc Repiso Romero (ur. 27 stycznia 1964) – andorski strzelec specjalizujący się w trapie, olimpijczyk. 

## Życiorys
Repiso Romero urodził się w 1964 roku w Hiszpanii lub Andorze. Strzelectwo zaczął uprawiać w 1980 roku. Jest żonaty, ma troje dzieci. Zna trzy języki: francuski, hiszpański oraz włoski. Mieszka w Andorze.
Startował na największych światowych imprezach. Uczestniczył kilkukrotnie w mistrzostwach świata, mistrzostwach Europy czy w Pucharze Świata. Nigdy nie osiągnął jednak znaczących sukcesów. 
Brał udział w igrzyskach olimpijskich w 2004 (Ateny). Wystąpił w trapie, w którym zajął 35. miejsce. 

### Wyniki olimpijskie
| Igrzyska | Konkurencja | Wynik                        | Miejsce    | Źródło |
| -------- | ----------- | ---------------------------- | ---------- | ------ |
| IO 2004  | Trap        | 106 punktów (24-23-22-23-14) | 35 (na 35) | [ 1 ]  |